# Vivi (Demokratische Republik Kongo)

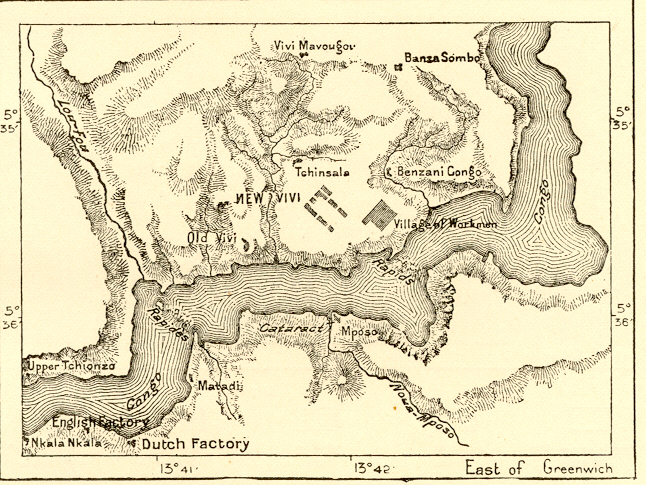
Lage von Vivi und Matadi am Kongo

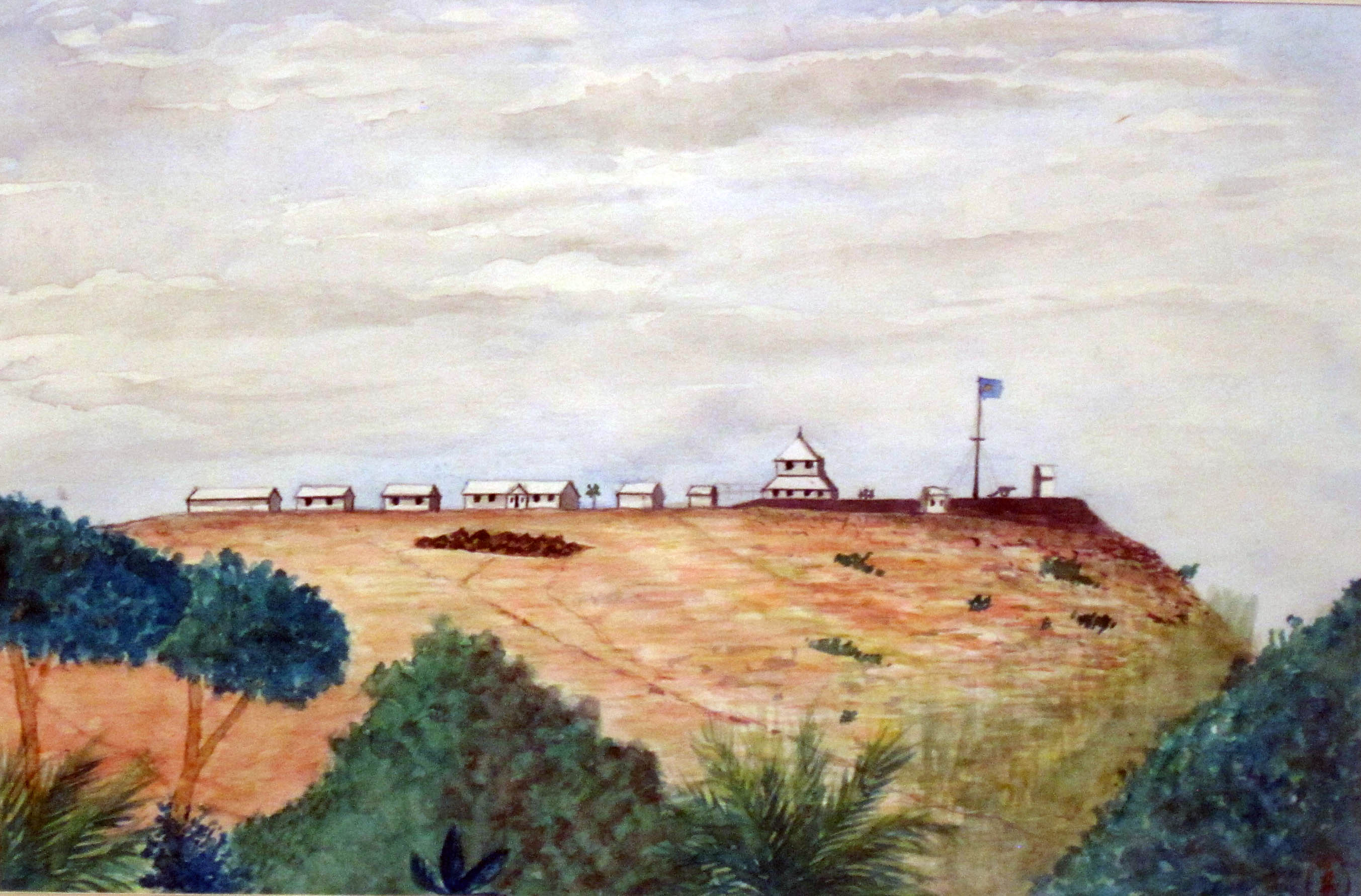
Vivi im Jahre 1887

Vivi ist eine kleine Ortschaft in der Demokratischen Republik Kongo, in der Provinz Kongo Central. Vivi liegt am Ufer des unteren Kongo gegenüber der Provinzhauptstadt Matadi. Gegründet wurde es 1880 von dem Afrikaforscher Henry Morton Stanley und war die erste Hauptstadt des Kongo-Freistaats. Von dort aus trieb Stanley die Erschließung des Kongo voran. Im April 1886 wurde der Hauptstadtstatus nach Boma verlegt.